# HK Almaty
Der HK Almaty (russisch ХК Алматы) ist eine Eishockeymannschaft aus dem kasachischen Almaty. Der Verein wurde 1967 gegründet und nimmt an der Kasachischen Meisterschaft teil.

## Geschichte

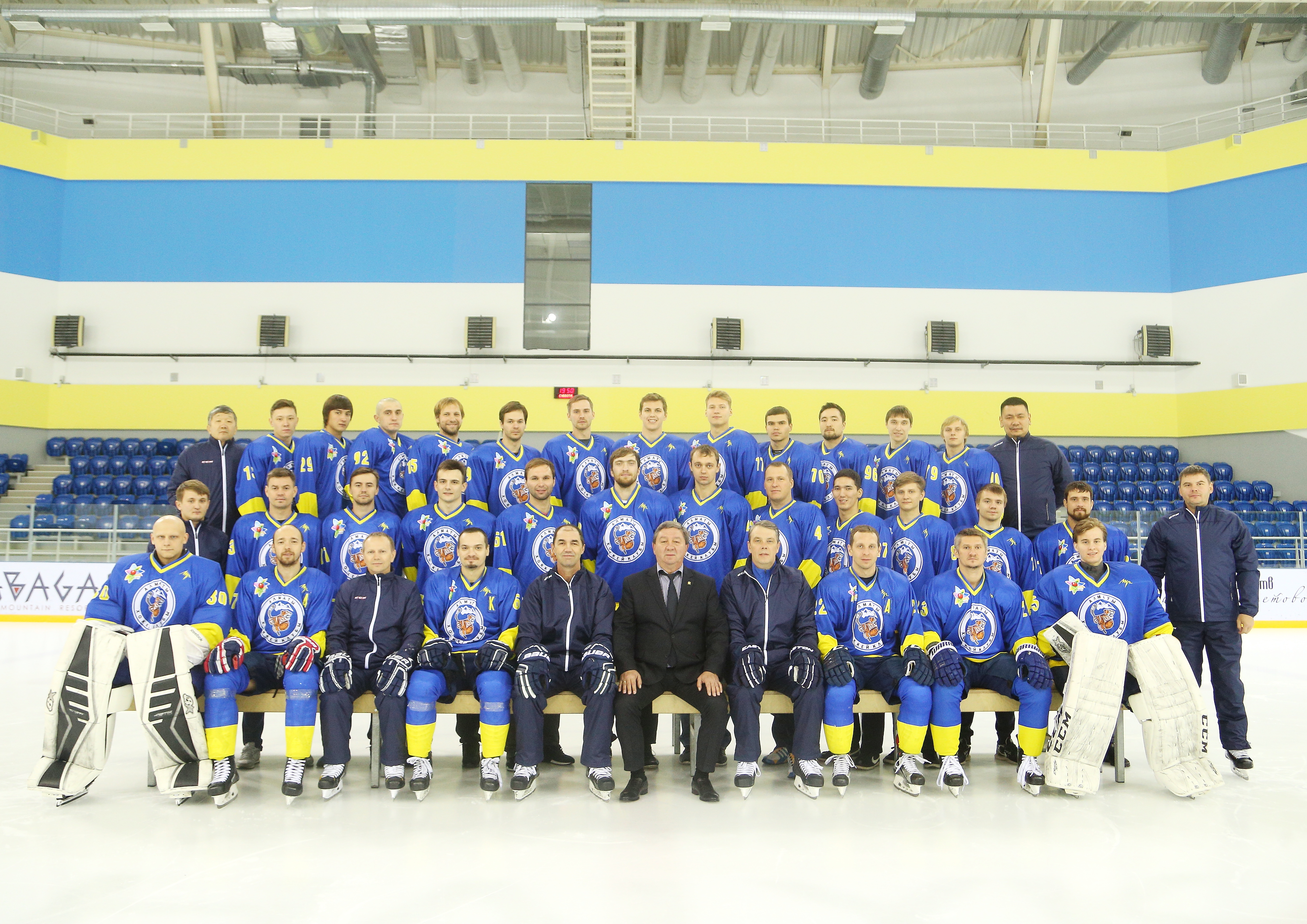
Mannschaftsfoto Saison 2017/18

Der Verein wurde 1967 als Awtomobilist Alma-Ata gegründet und spielte in den unteren sowjetischen Ligen. 1975 wurde das Team erstmals aufgelöst. 1980 nahm der neu gegründete Jenbek Alma-Ata an der dritthöchsten Liga teil. 1982 stieg der Verein auf und wurde nach dem Abstieg aus der Perwaja Liga in der Saison 1983/84 erneut im Jahre 1985 aufgelöst. Der Verein wurde 1999 zum dritten Mal gegründet und spielt seitdem in der ersten Liga Kasachstans. Lediglich in der Saison 1999/2000 schaffte das Team den Sprung in die Finalrunde der Meisterschaft. Zuletzt gehörte es zu den schwächeren Teams der Liga. 2010 wurde der Verein in HK Almaty umbenannt.

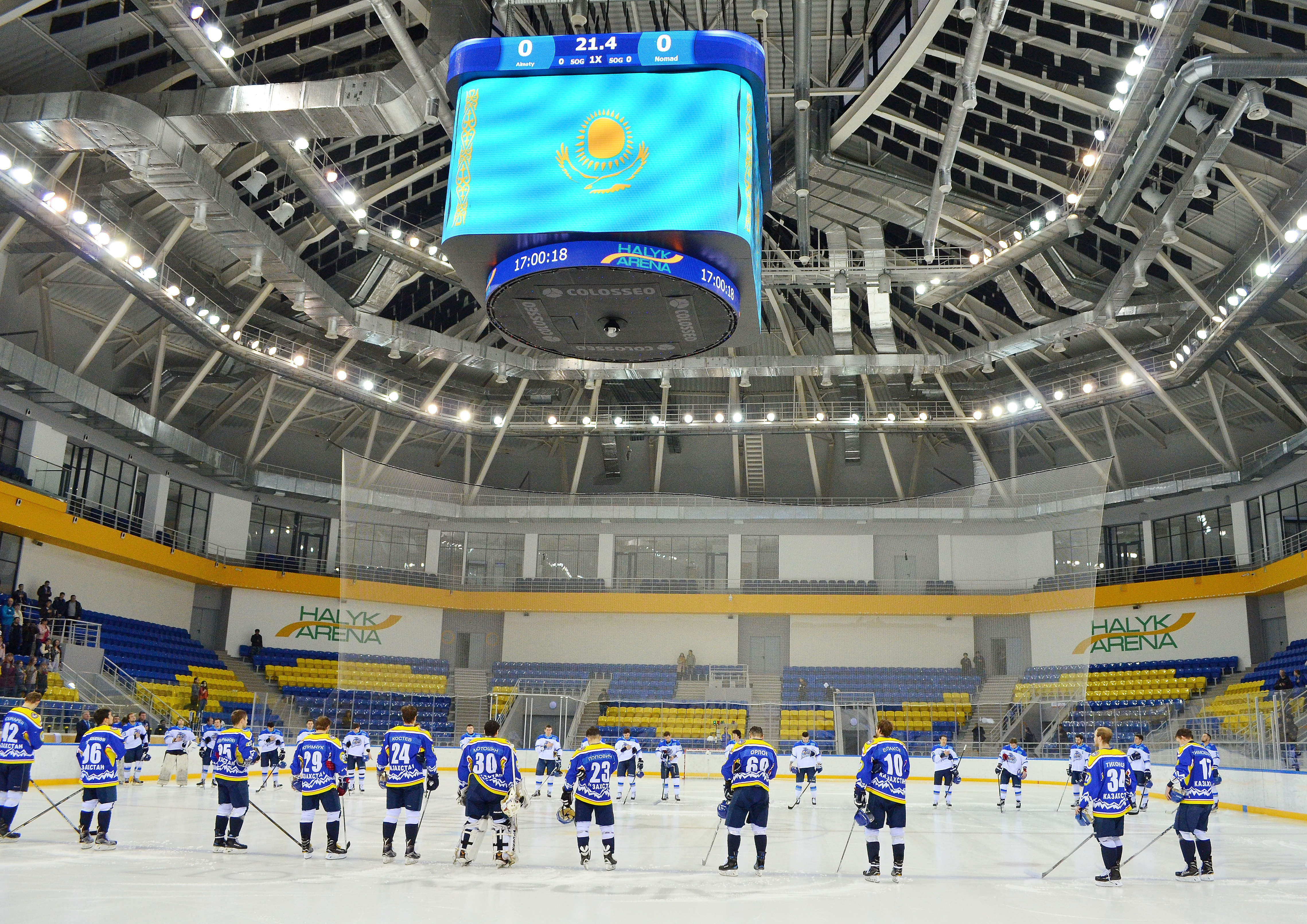
Innenraum der Chalyk Arena

## Bekannte Trainer
- Juri Baulin